# ジョセフ＝アウクソ・スアリイ
ジョセフ＝アウクソ・スアリイ（Joseph-Aukuso Sua'ali'i、2003年8月1日 - ）は、スーパーラグビー・パシフィック、ワラターズに所属するラグビーユニオン選手、元ラグビーリーグ選手。

## プロフィール
- オーストラリア・ペンリス出身[1]。
- ポジションはウィング(WTB)、センター(CTB)、フルバック(FB)。
- 身長 196cm、体重 98kg
- ラグビーリーグ時代、ラグビーリーグ・ワールドカップ2021のサモア代表に選ばれたことがある[2]。
- オーストラリア代表キャップは4（2025年6月現在）。

## 略歴
シドニー・ルースターズ、ブランビーズを経て、2025年、ワラターズに加入。

## 受賞歴
- 2025年スーパーラグビー・パシフィック チーム・オブ・ザ・イヤー:20回(フルバック) [4]。